# Kürschners Deutscher Literatur-Kalender
Kürschners Deutscher Literatur-Kalender ist ein Nachschlagewerk zum deutschsprachigen Literaturbetrieb. Es listet neben aktuell ca. 12.000 bio-bibliografischen Einträgen und Adressen zu Schriftstellern der deutschsprachigen Literatur auch Übersetzer, Verlage, Agenturen, Rundfunkanstalten, Autorenverbände, Akademien, literarische Zeitschriften und Feuilletons sowie literarische Preise und Auszeichnungen des deutschen Sprachraums auf. Es dokumentiert seit über 140 Jahren die zeitgenössische deutschsprachige Literaturszene und erscheint aktuell alle zwei Jahre in zwei Bänden im Verlag Walter de Gruyter. Der Name des Handbuchs geht auf den Germanisten Joseph Kürschner zurück.

## Geschichte
Das 1879 von Heinrich und Julius Hart als Allgemeiner deutscher Literaturkalender beim Verlag Fischer in Erlangen erstmals herausgegebene Handbuch wurde 1883 vom Germanisten Joseph Kürschner übernommen. Es erschien bis 1902 unter dem Titel Deutscher Litteratur-Kalender bei Göschen in Leipzig. Kürschner baute mit strategischer und ökonomischer Weitsicht das Werk zu einem populären und umfassenden Nachschlagewerk aus. Von ursprünglich 1260 Schriftstellern wurde durch die Einführung eines Autoren-Fragebogens, der in aktualisierter Form bis heute Gültigkeit besitzt, der Umfang in kürzester Zeit auf rund 16.000 Einträge im 10. Jahrgang erweitert. Ohne literaturkritische Wertung stellt der Literatur-Kalender die lebenden Verfasser schöngeistiger Literatur in deutscher Sprache vor – unabhängig von deren Staatsangehörigkeit und geografischem Lebens- und Wirkungsbereich.

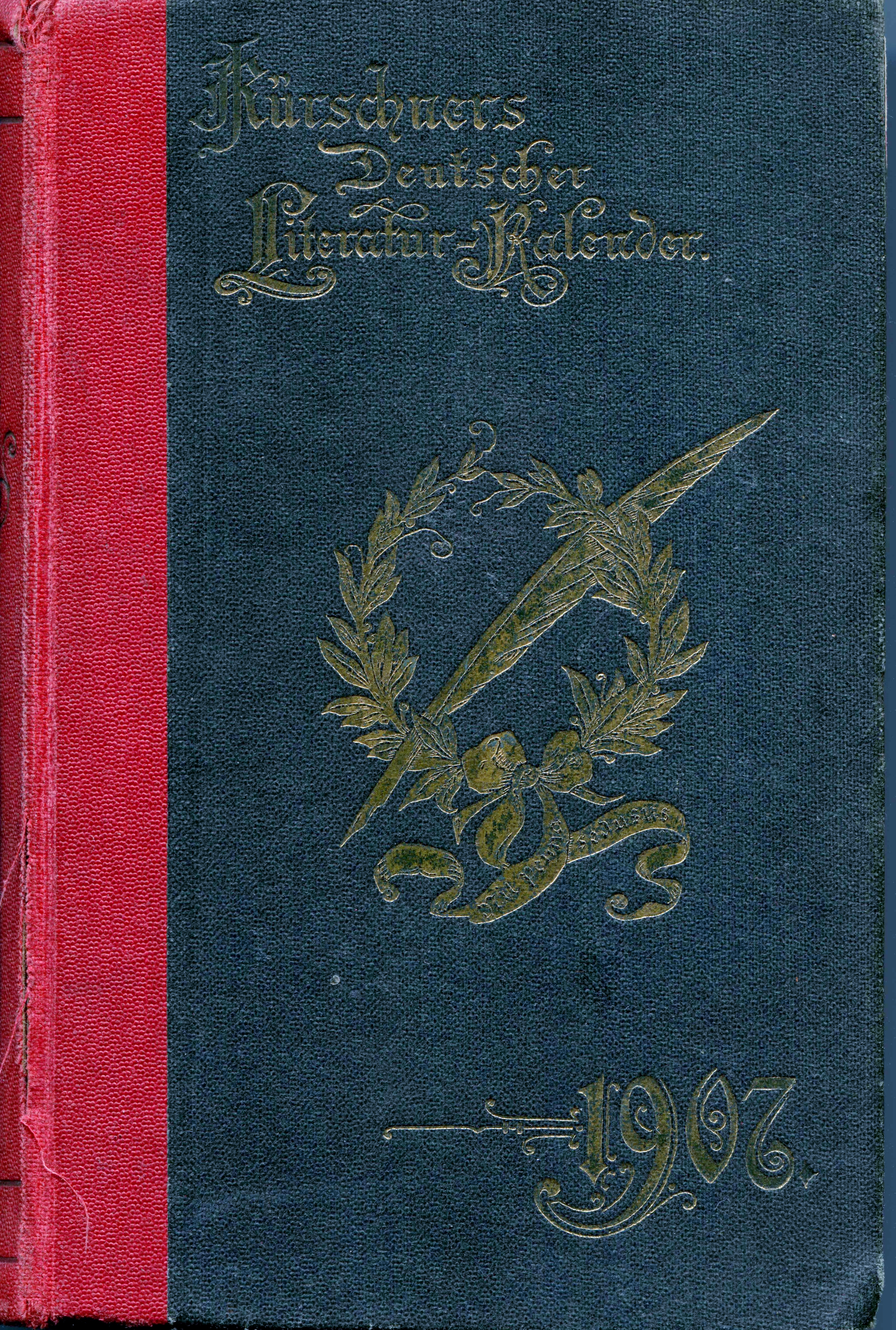
Kürschners Deutscher Literatur-Kalender 1907

Nach Kürschners Tod im Jahre 1902 wurde der Kalender von zahlreichen Herausgebern, unter anderem zu Beginn von Hermann Hillger, Heinrich Klenz, Gerhard Lüdtke (1875–1944), Erich Neuner (* 1888) oder Hans Strodel (* 1905) im Geist Kürschners fortgeführt. Zunächst verzeichnete das Werk sowohl die „schöngeistigen“ als auch die „gelehrten“, akademisch tätigen Schriftsteller. Aufgrund der Materialfülle wurde 1925 Kürschners Deutscher Gelehrten-Kalender abgetrennt, der sein älteres Pendant rasch im Umfang übertraf.
In der Zeit des Nationalsozialismus musste sich der Herausgeber der Vorgabe beugen, nur noch Einträge zu Mitgliedern der Reichsschrifttumskammer zu veröffentlichen. 1936 gelang ihm jedoch noch die Veröffentlichung des Nekrologs 1901–1935, der die seit 1900 verstorbenen Autoren mit ihren Werken aufführte, so dass auch „unerwünschtes Schrifttum“ nachgewiesen werden konnte.
Das Werk kehrte 1949 zu den früheren editorischen Prinzipien zurück. Der Herausgeber Werner Schuder war für die Jahrgänge von 1958 bis in die 1980er-Jahre verantwortlich. 1998 erfolgte nach längerer Unterbrechung des Erscheinens ein Verlagswechsel: Der Bibliothekar und Redakteur Andreas Klimt übernahm für den K. G. Saur Verlag in Leipzig mit der 61. Ausgabe die Herausforderung, das Werk zu aktualisieren und weiterzuführen. Der K. G. Saur Verlag wurde vom Verlag Walter de Gruyter übernommen. Kürschners Deutscher Literatur-Kalender erscheint daher seit dem 67. Jahrgang 2010/2011 wieder im ursprünglichen Verlag (Göschen war 1918 im Verlag de Gruyter aufgegangen).
Kürschners Deutscher Literatur-Kalender umfasst in seiner 71. Ausgabe neben Einträgen zu ca. 12.000 Schriftstellern auch über 800 literarische Übersetzer, über 1000 Verlage, über 500 Literaturpreise mit den dazugehörigen Preisträgern, mehr als 600 Fachverbände und literarische Vereinigungen, Literaturhäuser, rund 300 literarische Zeitschriften und Periodika sowie literarische Agenturen, Kulturredaktionen von Rundfunk- und Fernsehanstalten und literarische Feuilletons. Artikel zu den einzelnen Autoren und Autorinnen in alphabetischer Reihenfolge informieren über Adressen, Lebensdaten, Mitgliedschaften in Fachverbänden und literarischen Vereinigungen, literarische Preise sowie über die Veröffentlichungen der Schriftsteller.

## Frühere Ausgaben und vollständiger Entwicklungsüberblick
- Allgemeiner deutscher Literaturkalender 1879 – Erster Jahrgang (Herausgeber: Heinrich Hart und Julius Hart)
- Allgemeiner deutscher Literaturkalender 1880 – Zweiter Jahrgang (Herausgeber: Heinrich Hart und Julius Hart)
- Allgemeiner deutscher Literaturkalender 1881 – Dritter Jahrgang (Herausgeber: Heinrich Hart und Julius Hart)
- Allgemeiner deutscher Literaturkalender 1882 – Vierter Jahrgang (Herausgeber: Heinrich Hart und Julius Hart)
- Deutscher Litteratur-Kalender 1883 – Fünfter Jahrgang (Herausgeber: Joseph Kürschner)
- Kürschners Litteratur-Kalender 1884 – Sechster Jahrgang (Herausgeber: Joseph Kürschner)
- Kürschners Litteratur-Kalender 1885 – Siebter Jahrgang (Herausgeber: Joseph Kürschner)
- Kürschners Litteratur-Kalender 1886 – Achter Jahrgang (Herausgeber: Joseph Kürschner)
- Kürschner‘s Litteratur-Kalender 1887 – Neunter Jahrgang (Herausgeber: Joseph Kürschner)
- Kürschner‘s Litteratur-Kalender 1888 – Zehnter Jahrgang (Herausgeber: Joseph Kürschner)
- Kürschner‘s Litteratur-Kalender 1889 – Elfter Jahrgang (Herausgeber: Joseph Kürschner)
- Kürschner‘s Deutscher Litteratur-Kalender 1891 – Zwölfter Jahrgang (Herausgeber: Joseph Kürschner)
- Kürschner‘s Deutscher Litteratur-Kalender 1892 – Dreizehnter Jahrgang (Herausgeber: Joseph Kürschner)
- Kürschner‘s Deutscher Litteratur-Kalender 1892 – Vierzehnter Jahrgang (Herausgeber: Joseph Kürschner)
- Kürschner‘s Deutscher Litteratur-Kalender 1893 – Fünfzehnter Jahrgang (Herausgeber: Joseph Kürschner)
- Kürschner‘s Deutscher Litteratur-Kalender 1894 – Sechzehnter Jahrgang (Herausgeber: Joseph Kürschner)
- Kürschner‘s Deutscher Litteratur-Kalender 1895 – Siebzehnter Jahrgang (Herausgeber: Joseph Kürschner)
- Kürschner‘s Deutscher Litteratur-Kalender 1896 – Achtzehnter Jahrgang (Herausgeber: Joseph Kürschner)
- Kürschner‘s Deutscher Litteratur-Kalender 1897 – Neunzehnter Jahrgang (Herausgeber: Joseph Kürschner)
- Kürschner‘s Deutscher Litteratur-Kalender 1898 – Zwanzigster Jahrgang (Herausgeber: Joseph Kürschner)
- Kürschner‘s Deutscher Litteratur-Kalender 1899 – Einundzwanzigster Jahrgang (Herausgeber: Joseph Kürschner)
- Kürschner‘s Deutscher Litteratur-Kalender 1900 – Zweiundzwanzigster Jahrgang (Herausgeber: Joseph Kürschner)
- Kürschner‘s Deutscher Litteratur-Kalender 1901 – Dreiundzwanzigster Jahrgang (Herausgeber: Joseph Kürschner)
- Kürschner‘s Deutscher Litteratur-Kalender 1902 – Vierundzwanzigster Jahrgang (Herausgeber: Joseph Kürschner)
- Kürschners Deutscher Literatur-Kalender 1903 – Fünfundzwanzigster Jahrgang (Herausgeber: Hermann Hillger)
- Kürschners Deutscher Literatur-Kalender 1904 – Sechsundzwanzigster Jahrgang (Herausgeber: Heinrich Klenz)
- Kürschners Deutscher Literatur-Kalender 1905 – Siebenundzwanzigster Jahrgang (Herausgeber: Heinrich Klenz)
- Kürschners Deutscher Literatur-Kalender 1906 – Achtundzwanzigster Jahrgang (Herausgeber: Heinrich Klenz)
- Kürschners Deutscher Literatur-Kalender 1907 – Neunundzwanzigster Jahrgang (Herausgeber: Heinrich Klenz)
- Kürschners Deutscher Literatur-Kalender 1908 – Dreißigster Jahrgang (Herausgeber: Heinrich Klenz)
- Kürschners Deutscher Literatur-Kalender 1909 – Einunddreißigster Jahrgang (Herausgeber: Heinrich Klenz)
- Kürschners Deutscher Literatur-Kalender 1910 – Zweiunddreißigster Jahrgang (Herausgeber: Heinrich Klenz)
- Kürschners Deutscher Literatur-Kalender 1911 – Dreiunddreißigster Jahrgang (Herausgeber: Heinrich Klenz)
- Kürschners Deutscher Literatur-Kalender 1912 – Vierunddreißigster Jahrgang (Herausgeber: Heinrich Klenz)
- Kürschners Deutscher Literatur-Kalender 1913 – Fünfunddreißigster Jahrgang (Herausgeber: Heinrich Klenz)
- Kürschners Deutscher Literatur-Kalender 1914 – Sechsunddreißigster Jahrgang (Herausgeber: Heinrich Klenz)
- Kürschners Deutscher Literatur-Kalender 1915 – Siebenunddreißigster Jahrgang (Herausgeber: Heinrich Klenz)
- Kürschners Deutscher Literatur-Kalender 1916 – Achtunddreißigster Jahrgang (Herausgeber: Heinrich Klenz)
- Kürschners Deutscher Literatur-Kalender 1917 – Neununddreißigster Jahrgang (Herausgeber: Heinrich Klenz)
- Kürschners Deutscher Literatur-Kalender 1922 – Vierzigster Jahrgang (Herausgeber: Gerhard Lüdtke)
- Kürschners Deutscher Literatur-Kalender 1924 – Einundvierzigster Jahrgang (Herausgeber: Gerhard Lüdtke)
- Kürschners Deutscher Literatur-Kalender 1925 – Zweiundvierzigster Jahrgang (Herausgeber: Gerhard Lüdtke)
- Kürschners Deutscher Literatur-Kalender 1926 – Dreiundvierzigster Jahrgang (Herausgeber: Gerhard Lüdtke)
- Kürschners Deutscher Literatur-Kalender 1928 – Vierundvierzigster Jahrgang (Herausgeber: Gerhard Lüdtke)
- Kürschners Deutscher Literatur-Kalender 1930 – Fünfundvierzigster Jahrgang (Herausgeber: Gerhard Lüdtke)
- Kürschners Deutscher Literatur-Kalender 1932 – Sechsundvierzigster Jahrgang (Herausgeber: Gerhard Lüdtke)
- Kürschners Deutscher Literatur-Kalender 1934 – Siebenundvierzigster Jahrgang (Herausgeber: Gerhard Lüdtke)
- Kürschners Deutscher Literatur-Kalender 1937/38 – Achtundvierzigster Jahrgang (Herausgeber: Gerhard Lüdtke)
- Kürschners Deutscher Literatur-Kalender 1939 – Neunundvierzigster Jahrgang (Herausgeber: Gerhard Lüdtke)
- Kürschners Deutscher Literatur-Kalender 1943 – Fünfzigster Jahrgang (Herausgeber: Gerhard Lüdtke)
- Kürschners Deutscher Literatur-Kalender 1949 – Einundfünfzigster Jahrgang (Herausgeber: Friedrich Bertkau)
- Kürschners Deutscher Literatur-Kalender 1952 – Zweiundfünfzigster Jahrgang (Herausgeber: Friedrich Bertkau)
- Kürschners Deutscher Literatur-Kalender 1958 – Dreiundfünfzigster Jahrgang (Herausgeber: Werner Schuder)
- Kürschners Deutscher Literatur-Kalender 1963 – Vierundfünfzigster Jahrgang (Herausgeber: Werner Schuder)
- Kürschners Deutscher Literatur-Kalender 1967 – Fünfundfünfzigster Jahrgang (Herausgeber: Werner Schuder)
- Kürschners Deutscher Literatur-Kalender 1973 – Sechsundfünfzigster Jahrgang (Herausgeber: Werner Schuder)
- Kürschners Deutscher Literatur-Kalender 1978 – Siebenundfünfzigster Jahrgang (Herausgeber: Werner Schuder)
- Kürschners Deutscher Literatur-Kalender 1981 – Achtundfünfzigster Jahrgang (Herausgeber: Werner Schuder)
- Kürschners Deutscher Literatur-Kalender 1984 – Neunundfünfzigster Jahrgang (Herausgeber: Werner Schuder)
- Kürschners Deutscher Literatur-Kalender 1988 – Sechzigster Jahrgang (Herausgeber: Werner Schuder)
- Kürschners Deutscher Literatur-Kalender 1998 – A-M; N-Z + Anhänge (Zweibändig) Einundsechzigster Jahrgang (Herausgeber: Andreas Klimt)
- Kürschners Deutscher Literatur-Kalender 2000/2001 – A-Q; R-Z + Anhänge (Zweibändig) Zweiundsechzigster Jahrgang (Herausgeber: Andreas Klimt)
- Kürschners Deutscher Literatur-Kalender 2002/2003 – A-O; P-Z + Anhänge (Zweibändig) Dreiundsechzigster Jahrgang (Herausgeber: Andreas Klimt)
- Kürschners Deutscher Literatur-Kalender 2004/2005 – A-O; P-Z + Anhänge (Zweibändig) Vierundsechzigster Jahrgang (Herausgeber: Andreas Klimt)
- Kürschners Deutscher Literatur-Kalender 2006/2007 – A-O; P-Z + Anhänge (Zweibändig) Fünfundsechzigster Jahrgang (Herausgeber: Andreas Klimt)
- Kürschners Deutscher Literatur-Kalender 2008/2009 – A-O; P-Z + Anhänge (Zweibändig) Sechsundsechzigster Jahrgang (Herausgeber: Andreas Klimt)
- Kürschners Deutscher Literatur-Kalender 2010/2011 – A-O; P-Z + Anhänge Siebenundsechzigster Jahrgang (Herausgeber: Axel Schniederjürgen)
- Kürschners Deutscher Literatur-Kalender 2012/2013 – A-O; P-Z + Anhänge Achtundsechzigster Jahrgang (Herausgeber: Axel Schniederjürgen)
- Kürschners Deutscher Literatur-Kalender 2014/2015 – A-O; P-Z + Anhänge (Zweibändig) Neunundsechzigster Jahrgang (Herausgeber: Axel Schniederjürgen)
- Kürschners Deutscher Literatur-Kalender 2016//2017 – A-O; P-Z + Anhänge Siebzigster Jahrgang (Herausgeber: Axel Schniederjürgen)
- Kürschners Deutscher Literatur-Kalender 2018//2019 – A-O; P-Z + Anhänge Einundsiebzigster Jahrgang (Herausgeber: Axel Schniederjürgen)
- Kürschners Deutscher Literatur-Kalender 2020//2021 – A-O; P-Z + Anhänge Zweiundsiebzigster Jahrgang (Herausgeber: Axel Schniederjürgen)
- Kürschners Deutscher Literatur-Kalender 2022//2023 – A-O; P-Z + Anhänge Dreiundsiebzigster Jahrgang (Herausgeber: Axel Schniederjürgen)

## Aktuelle Ausgabe
- Kürschners Deutscher Literatur-Kalender 2024/2025. 74. Jahrgang in 2 Teilen. De Gruyter, Berlin 2025, ISBN 978-3-11-138202-9 (Print), doi:10.1515/9783111382791.

## Nekrolog-Ausgaben
- Kürschners Deutscher Literatur-Kalender – Nekrolog: 1901–1935 (erschienen 1936) (Herausgeber: Gerhard Lüdtke)
- Kürschners Deutscher Literatur-Kalender – Nekrolog: 1936–1970 (erschienen 1972) (Herausgeber: Werner Schuder)
- Kürschners Deutscher Literatur-Kalender – Nekrolog: 1971–1998 (erschienen 1999) (Herausgeber: Andreas Klimt)

## Digitalisate
- 45.1930 Auszüge
- 52.1952 Auszüge
- 54.1963 Auszüge
- 57.1978
- 58.1981 Auszüge
- 59.1984 Auszüge
- Nekrolog 1901–1935 Auszüge
- Nekrolog 1901–1935 De Gruyter, eingeschränkte Digitalisate

## Weitere Weblinks
- Kürschners Deutscher Literatur-Kalender, bibliographische Informationen des Bibliotheksservice-Zentrums Baden-Württemberg
- Kürschners Deutscher Literatur-Kalender in der Deutschen Nationalbibliothek
- Kürschners Deutscher Literatur-Kalender in Perlentaucher
- Kürschners Deutscher Literatur-Kalender, Verlag De Gruyter. Abgerufen am 24. November 2023.